# Shinigami (Bleach)
Shinigami (死神 shinigami?) sunt o rasă fictivă de ființe, din seria anime și manga Bleach creată de Tite Kubo.
Shinigami sunt gardieni și ghizi spiritelelor defuncte, care împărtășesc puteri supernaturale similare. Își au originea în conceptul japonez al "Grim Reaper" (Moartea cu coasă), importat din Europa în era Meiji. Deoarece acest concept a fost importat foarte recent și nu a făcut niciodată parte din Shinto și nici din folclorul Japonez, Shinigami din Bleach sunt diferiți de cei din alte opere fictive.
Shinigami sunt sufletele unor oameni defuncți, care au obținut puteri supernaturale. Corpurile lor sunt compuse din ectoplasmă (霊子 reishi?) și de aceea pot fi văzuți numai de alte entități capabile să perceapă lumea spiritelor, ceea ce exclude majoritatea oamenilor. În serial, Shinigami, precum și alte tipuri de spirite, pot influența mediul. În plus, pot fi răniți ca și oameni obișnuiți, deși e nevoie de răni mult mai grave, decât pentru oameni normali, pentru ca acest lucru să se întâmple.
Cea mai proeminentă putere a unui Shinigami este zanpakutō-ul, o sabie creată din însăși sufletul acestuia. Shinigami emit natural energie spirituală, ce poate varia în funcție de magnitudinea puterii Shinigami-ului. Un zanpakutō este manifestarea fizică a puterii acestuia, concentrată într-o sabie.
Shinigami operează din Soul Society, care reprezintă lumea de apoi din Bleach. Călătoria între lumea umană și Soul Society este extreme de limitată și atent monitorizată, dar uni Shinigami sunt staționați în lumea umană pentru ași îndeplini îndatoririle și de aceea trebuie să călătorească adesea între cele două. În plus, este considerată o crima ca un Shinigami să rămână în lumea umană mai mult decât o perioada limitată de timp. Îndatoririle unui Shinigami includ ghidarea plusurilor (fantome) către Soul Society printr-un ritual numit "soul burial" (konsō), și purificarea hollows (spirite malefice). Pe parcursul seriei, îndatoririle Shinigami-lor sunt clarificate mai departe, reieșind că ei sunt responsabili și de guvernarea fluxului de spirite dintre lumea umană și Soul Society.

## Antrenament
Antrenamentul indivizilor care doresc să devină shinigami se desfășoară la Academia Shinigamilor, fondată de Shigekuni Yamamoto-Genryūsai în urmă cu 2000 de ani, înaintea poveștii actuale din Bleach. Cursurile au o durata de 6 ani, timp în care studenți învață să lupte cu hollows și să îndeplinească ritualul de soul burial.

## Mijloace de Luptă

### Kidō
Kidō (鬼道? tradus "calea demonului") este o formă de magie utilizată de Shinigami. Poate fi folosită în diferite scopuri, precum vindecare, atac, sau imobilizare. Vindecarea pare a fi o abilitate mai generală, pe când vrăjile de atac și imobilizare necesită recitarea unei incantații. Vrăjile Kidō se împart în două categorii distincte: vrăji distructive (破道 hadō?), folosite pentru atac direct, și vrăji de imobilizare (縛道 bakudō?), folosite pentru a imobiliza inamicul dar și în alte scopuri. Aceste forme de vrăji Kidō sunt castate prin recitarea unei incantații, uneori foarte complicată și lungă, urmată de categoria din care face parte vraja, număr și nume, odată cu recitarea acestuia având loc și efectul. Se pot efectua și versiuni mai slabe ale vrăjilor prin ignorarea incantatiei, dar eficiența le este scăzută în funcție de talentul individului ce efectuează vraja.

### Lupta corp-la-corp
Lupta corp la corp (白打 hakuda?, lit. "lovituri albe") din Bleach nu este descrisă foarte bine. Trupele Forțelor Speciale, mai ales cei de rang înalt precum Soifon, sunt cunoscuți ca fiind foarte bine antrenați în acest domeniu.

### Agilitate
Agilitatea (歩法 hohō?, lit. "metoda pașilor"), ca și lupta corp la corp, nu se elaborează asupra ei. Pașii Flash (瞬歩 shunpo?), o tehnică de mișcare care îi permite utilizatorului să se deplaseze la viteze mai mari decât pot urmări ochi, este considerată ca aparținând acestei categorii. Un alt skill, deși nu neapărat înrudit, este abilitatea Shinigamilor de a merge pe aer folosind particule spirituale. Colectând și solidificând particulele spirituale sub talta piciorului, Shinigami obțin tracțiune pe aer pentru a se deplasa sau a-și opri căderea.

### Lupta cu sabia
Lupta cu sabia (斬術 zanjutsu?, lit. "tehnică de tăiere") este cea mai utilizată metodă de luptă folosită de Shinigami. Precum sugerează și numele, implică folosirea unui zanpakutō și a abilităților speciale ale acesteia pentru a ataca un inamic. Adițional formei sale de bază, fiecare zanpakutō are alte două forme speciale: shikai (始解, prima eliberare) și bankai (卍解, eliberare finala), care modifică forma sabiei și scot la iveală potențialul ascuns al acesteia dar și al stăpânului.